# Mario Palmisano
Mario Palmisano (* 28. Mai 1978 in Neapel) ist ein ehemaliger italienischer Ruderer. Bei Weltmeisterschaften erruderte er vier Medaillen, eine Goldene und drei Silberne.

## Sportliche Karriere
Der 1,89 m große Mario Palmisano belegte bei den Juniorenweltmeisterschaften 1994 den zwölften Platz mit dem Achter, 1995 erreichte er den sechsten Platz im Vierer mit Steuermann und 1996 gewann er Silber im Zweier mit Steuermann. 1997 trat er beim Nations Cup, dem Vorläuferwettbewerb der U23-Weltmeisterschaften, im Zweier ohne Steuermann an und erhielt Silber. Im gleichen Jahr ruderte er auch bei den Weltmeisterschaften 1997 in der Erwachsenenklasse. In der Besetzung Giuliano De Stabile, Rosario Gioia, Francesco Mattei, Mario Palmisano und Steuermann Gaetano Iannuzzi gewann der Vierer mit Steuermann die Silbermedaille hinter dem französischen Boot. Bei den Weltmeisterschaften 1998 in Köln belegte Palmisano mit dem italienischen Achter den fünften Platz und bei den Weltmeisterschaften 1999 erreichte der Achter den sechsten Platz. Im Jahr darauf belegte der italienische Achter mit einer halben Sekunde Rückstand auf die drittplatzierten Kroaten den vierten Platz bei den Olympischen Spielen 2000 in Sydney. Die Crew des Olympiaachters von 2000 bestand aus Gioacchino Cascone, Franco Berra, Mario Palmisano, Marco Penna, Valerio Pinton, Raffaello Leonardo, Alessandro Corona, Luca Ghezzi und Gaetano Iannuzzi.
2001 trat Mario Palmisano bei den Weltmeisterschaften in Luzern zusammen mit Gioacchino Cascone, Pasquale Panzarino und Raffaello Leonardo im Vierer ohne Steuermann an und erreichte den sechsten Platz. Bei den Weltmeisterschaften 2002 in Sevilla ruderte Palmisano wieder im italienischen Achter und belegte den fünften Platz. 2003 bei den Weltmeisterschaften in Mailand kam der Achter auf den siebten Platz. 2004 gehörte Palmisano nicht zu dem Achter, der bei den Olympischen Spielen in Athen den siebten Platz belegte. Palmisano nahm zusammen mit Mattia Trombetta und Steuermann Luigi Langobardi an den Weltmeisterschaften 2004 in den nicht-olympischen Bootsklassen teil und gewann den Titel im Zweier mit Steuermann. 
2005 kehrte Palmisano in den Achter zurück. Das italienische Großboot mit Lorenzo Carboncini, Niccolò Mornati, Pierpaolo Frattini, Valerio Pinton, Mario Palmisano, Dario Dentale, Raffaello Leonardo, Carlo Mornati und Steuermann Gaetano Iannuzzi erkämpfte hinter dem US-Boot und vor den Deutschen die Silbermedaille bei den Weltmeisterschaften 2005 in Gifu, nachdem die Italiener in der Weltcup-Saison einmal gewonnen hatten und zweimal den zweiten Platz hinter dem Deutschland-Achter belegt hatten. 2006 bei den Weltmeisterschaften in Eton siegten die Deutschen vor den Italienern mit Lorenzo Carboncini, Niccolò Mornati, Luca Agamennoni, Alessio Sartori, Mario Palmisano, Dario Dentale, Pierpaolo Frattini, Carlo Mornati und Gaetano Iannuzzi und dem Boot aus den Vereinigten Staaten. Nachdem der italienische Achter 2007 die Olympiaqualifikation deutlich verfehlt hatte, nahm Palmisano 2008 nur an einer Weltcup-Regatta teil und belegte in München den neunten Platz im Achter.
2010 kehrte Palmisano noch einmal in den Achter zurück, konnte sich aber in diesem Boot nicht mehr durchsetzen. Zum Abschluss seiner Karriere gewann er im Zweier mit Steuermann zusammen mit Simone Ponti und Andrea Lenzi die Silbermedaille bei den Europameisterschaften 2010.